# Paul Green (irlandzki piłkarz)
Paul Jason Green (ur. 10 kwietnia 1983 w Pontefract) – irlandzki piłkarz, który występował na pozycji pomocnika. W latach 2010-2014 reprezentant Irlandii. Uczestnik Mistrzostw Europy 2012.
W swojej karierze występował również m.in. w takich klubach jak: Doncaster Rovers, Derby County, Leeds United, Crewe Alexandra, Rotherham United, Ipswich Town czy Oldham Athletic. Posiada również obywatelstwo brytyjskie.

## Kariera klubowa
Green zawodową karierę rozpoczynał w 2001 roku w Doncaster Rovers z Conference. W 2003 roku awansował z nim do Division Three, a w 2004 roku do League One. W tej lidze zadebiutował 7 sierpnia 2004 roku w wygranym 2:0 pojedynku z Blackpool. 10 sierpnia 2004 roku w przegranym 3:4 spotkaniu z Brentford strzelił pierwszego gola w League One. W 2008 roku, po awansie Doncaster do Championship, odszedł z klubu.
Podpisał kontrakt z Derby County występującym już w Championship. Pierwszy ligowy mecz zaliczył tam 9 sierpnia 2008 roku przeciwko byłemu zespołowi, Doncaster (0:1). 16 sierpnia 2008 roku w zremisowanym 1:1 pojedynku z Bristolem City zdobył pierwszą bramkę w Championship.

## Kariera reprezentacyjna
W reprezentacji Irlandii Green zadebiutował 25 maja 2010 roku w wygranym 2:1 towarzyskim meczu z Paragwajem. 28 maja 2010 roku w wygranym 3:0 towarzyskim spotkaniu z Algierią strzelił pierwszego gola w kadrze narodowej.